# Werner Müller
Werner Müller (ur. 1 czerwca 1946 w Essen, zm. 15 lipca 2019 tamże) – niemiecki ekonomista, menedżer i polityk, w latach 1998–2002 minister gospodarki i technologii.

## Życiorys
Maturę uzyskał w Meppen w 1965. W 1970. ukończył ekonomię na Universität Mannheim. Następnie studiował lingwistykę oraz filozofię w Duisburgu i Bremie. W 1978 doktoryzował się na Uniwersytecie w Bremie.
Na początku lat 70. pracował jako wykładowca, następnie związał się z sektorem energetycznym. W latach 1973–1980 pracował na menedżerskich stanowiskach w RWE, następnie był zatrudniony w koncernie VEBA AG, gdzie wchodził w skład rady dyrektorów. W pierwszym rządzie Gerharda Schrödera jako bezpartyjny od października 1998 do października 2002 sprawował urząd ministra gospodarki i technologii. W latach 2003–2008 zarządzał przedsiębiorstwami RAG AG i Evonik Industries. Od 2005 do 2010 był przewodniczącym rady nadzorczej Deutsche Bahn.
Odznaczony Krzyżem Zasługi I Klasy (2004) i Wielkim Krzyżem Zasługi (2010) Orderu Zasługi Republiki Federalnej Niemiec.